# Pontotoc (Mississippi)
Pontotoc település az Amerikai Egyesült Államok Mississippi államában, Pontotoc megyében, melynek megyeszékhelye is. Lakosainak száma 5640 fő (2020. április 1.).

## Népesség
A település népességének változása:

| 2010 | 5 625 |
| 2020 | 5 640 |